# 23776 Gosset
23776 Gosset è un asteroide della fascia principale. Scoperto nel 1998, presenta un'orbita caratterizzata da un semiasse maggiore pari a 2,6611573 UA e da un'eccentricità di 0,0510713, inclinata di 2,31671° rispetto all'eclittica.